# Raïon de Lypovets
Le raïon de Lypovets (ukrainien : Липовецький район) est une subdivision administrative de l'oblast de Vinnytsia, dans l'Ouest de l'Ukraine. Son centre administratif est la ville de Lypovets.